# La Dora festeggiante
La Dora festeggiante és una cantata escènica composta per Vicent Martín i Soler sobre un llibret de Cesare Olivieri, estrenada l'1 de febrer de 1783 a Torí com a pròleg de la seva òpera seriosa Il Vologeso.
Fou concebuda com una il·lustració musical per celebrar l'arribada a Torí, banyada pel riu Dora, dels arxiducs Ferran d'Àustria-Este (1754-1806) –germà de Josep II-, i la seva dona, Maria Beatriu d'Este (1750-1829), virreis de Llombardia i governadors de Milà. La visita es corresponia a una invitació dels ducs de Savoia, Víctor Amadeu III (1726-1796) i Maria Antonieta de Borbó (1729-1785) -filla menor de Felip V i Isabel Farnese-, molt estimats pels arxiducs, no només per les seves inquietuds en comú pel que fa a la difusió de la cultura i en matèria de política social. La cantata fou repetida pocs mesos després, el 6 de setembre d'aquell mateix any, durant la seva segona visita a Torí, aquesta vegada com a pròleg al dramma giocoso de Martín In amor ci vuol destrezza, estrenat per a l'ocasió amb el títol de L'accorta cameriera.
El fet que La Dora festeggiante i L'accorta cameriera s'executessin al Teatro Regio, plaça destinada exclusivament a les tragèdies líriques, corrobora la qualitat i l'alta estima dels nobles i el públic torinès cap a aquesta obra. La reveladora dramatúrgia musical de La Dora festeggiante que, mitjançant una simfonia, tres àries i un terzetto final enllaçats amb sengles recitatius, és l'escenificació musical del ritual propi d'una visita d'estat que va més enllà dels mers fins polítics.
La Dora festeggiante té com a protagonistes Apol·lo, Minerva i Giove (Júpiter), i representa el moment de transició musical de finals de segle xviii, anterior a la Revolució Francesa, en el qual es comença a apropar als déus, semidéus i d'altres personatges mítics al sentir humà. Amb la cantata Il Sogno, composta ja amb l'esperit de la revolució, aquest canvi pren plena forma. Martín i Soler ens presenta en La Dora festeggiante aquest lapse de transformació a través d'una partitura eloqüent farcida de gestos melòdics, rítmics i orquestracions programàtiques procedents d'altres gèneres vocals, però també premonitoris del nou llenguatge que havia de prevaler a partir de finals del segle: el dramma giocoso.

## Discografia
L'orquestra Reial Companyia Òpera de Cambra de Barcelona, del director Juan Bautista Otero, presentà el primer enregistrament mundial de les cantates escèniques profanes que es conserven del compositor Vicent Martín i Soler: La Dora Festeggiante i Il Sogno. La producció comptà amb l'ajuda de l'Institut Català d'Indústries Culturals i el Conservatori del Liceu de Barcelona, lloc on s'ha realitzat la gravació. Va comptar amb la participació dels cantants de reconegut prestigi internacional Sunhae Im (soprano), Rafaella Milanesi (soprano) i Magnus Staveland (tenor).